# Ди фань
Правила императоров (кит. трад. 帝範, упр. 帝范, пиньинь Dì fàn, палл. Ди фань) — политическое завещание императора Тай-цзуна (годы правления 627—649). Написано в 648 году как наставление наследнику престола Ли Чжи, будущему императору Гао-цзуну (годы правления 650—683). Представляет собой свод предписаний о том, как управлять страной и совершенствовать себя в добродетели. Состоит из введения, заключения, четырёх частей (цзюань), двенадцати глав (пянь). На русском языке издано в переводе И. Ф. Поповой в 1995 году:
1. «Сущность правителя»;
2. «Жаловать родственников уделами»;
3. «Искать мудрецов»;
4. «Быть внимательным, назначая на должности»;
5. «Внимать увещеваниям»;
6. «Отстранять клеветников»;
7. «Остерегаться излишеств»;
8. «Почитать бережливость»;
9. «Награждать и наказывать»;
10. «Полагаться на земледелие»;
11. «Уделять внимание военному делу»;
12. «Ценить гражданские занятия».

В танское время к «Ди фань» было составлено два комментария: Вэй Гун-су и Цзя Сина. При династии Сун (960—1279) сочинение было частично утрачено и затем восстановлено при Юань (1271—1368) философом У Лаем (1297—1340), который в 1326 году обнаружил полный текст в провинции Юньнань, составил к нему комментарии и предисловие.
Новизна «Ди фань» заключалась в том, что его автор трактовал верховную власть как рациональную деятельность, направленную на достижение конкретных задач, главной опорой трона считал императорских родственников, представителей правящего клана, а сановникам отводил функцию не практической, а совещательной помощи монарху. Благодаря Тай-цзуну прагматические идеи государственного управления обрели высокий статус в китайской политической философии и оказали большое влияние на воззрения последующих эпох. Под непосредственным влиянием «Ди фань» был написан ряд политических трактатов, в частности, написанное танской императрицей У-хоу (624—705) сочинение «Чэнь гуй» («Правила подданных»), труды Ван Юня (1227—1304) «Чэнхуа ши люэ» («Изложение деяний, подобающих наследнику престола») и «Юань-чжэнь шоу чэн ши цзянь».